# 二乙基二硫代氨基甲酸铁
二乙基二硫代氨基甲酸铁是一种配位化合物，化学式为Fe(S2CN(C2H5)2)3，它是可溶于有机溶剂的黑色固体。中心的铁(III)具有理想化的D3对称性。
它可由复分解反应制得。它和一氧化氮反应，得到Fe(dtc)2NO，这一化學捕捉的反应可用于检测一氧化氮。